# Przemysław Szudek
Przemysław Andrzej Szudek ps. Wiktor (ur. 13 grudnia 1921 w Częstochowie, zm. 12 stycznia 2008 w Londynie) – oficer Armii Krajowej, więzień niemieckich obozów koncentracyjnych, adiutant prezydenta Augusta Zaleskiego, autor wspomnień i opracowań dot. historii wojskowości .

## Życiorys
Urodził się jako syn Marii z Rychterów i Wojciecha Szudka – porucznika Wojska Polskiego, a w latach 1922–1942 urzędnika bankowego w Warszawie. Przemysław Szudek został zaprzysiężony 15 października 1939 w Polskiej Organizacji Zbrojnej. Początkowo służył w wydziale organizacyjnym Komendy Głównej POZ, a następnie w grupie specjalnej „Żbik”. Zagrożony aresztowaniem został przeniesiony do Komendy Okręgu Lubelskiego POZ. Po scaleniu Polskiej Organizacji Zbrojnej z Armią Krajową ukończył konspiracyjna podchorążówkę, został awansowany na podporucznika i skierowany na stanowisko kierownika odbioru zrzutów do Opola Lubelskiego. Aresztowany przez Gestapo w dniu 17 grudnia 1942 na ulicy w Lublinie przeszedł ciężkie wielomiesięczne śledztwo na Zamku Lubelskim. Następnie trafił do KL Majdanek, a później do KL Auschwitz. Przeżył więzienie i obozy dzięki bohaterskiej pomocy wielu ludzi, sam także pomagał kolegom obozowej niedoli m.in. Tadeuszowi Borowskiemu. Jesienią 1944 wraz z Tadeuszem Borowskim i Włodzimierzem Fijałkowskim trafił do obozu Dautmergen w Niemczech, gdzie z chwilą przybycia transportu więźniów z Auschwitz utworzono podobóz Natzweiler-Struthof. W styczniu 1945 dzięki pomocy francuskich robotników przymusowych udało mu się uciec. Przez wyzwoloną już Francję dotarł do Londynu, gdzie przeszedł pozytywną weryfikację podporucznika piechoty. Następnie został wysłany z tajną misją do Polski z zadaniem sprowadzenia do Wielkiej Brytanii rodzin żołnierzy Polskich Sił Zbrojnych na Zachodzie zagrożonych aresztowaniem. Misja zakończyła się pełnym sukcesem. W grudniu 1946 został przyjęty do służby w wojskach lądowych armii brytyjskiej, w ramach której uczestniczył w tajnych misjach m.in. na Półwyspie Malajskim, gdzie już jako podpułkownik zwalczał komunistyczną partyzantkę. Później pełnił także funkcję adiutanta prezydenta RP na uchodźstwie Augusta Zaleskiego. Na emeryturze poświęcił się studiom historyczno-wojskowym oraz pracy pisarskiej i publicystycznej. Był pierwszym Przewodniczącym Rady Naukowej Muzeum Instytutu Tarnogórskiego oraz Instytutu Tarnogórskiego i Muzeum.
Zmarł w Londynie 12 stycznia 2008 i został pochowany na polskim cmentarzu Gunnersbury.

## Ordery i odznaczenia
- Krzyż Kawalerski Orderu Odrodzenia Polski (15 lipca 1963, za zasługi w służbie państwowej)[2]
- Krzyż Walecznych (1942)